# Robert Hamilton (homme politique)
Pour les articles homonymes, voir Robert Hamilton et Hamilton.
Sir Robert William Hamilton (26 août 1867 - 5 juillet 1944) est un homme politique du Parti libéral écossais et juge en chef du protectorat de l'Afrique de l'Est.

## Biographie
Hamilton est le deuxième fils de Sir Robert Hamilton (gouverneur) (en) qui est gouverneur de Tasmanie. Il fait ses études à la St Paul's School et au Trinity Hall de Cambridge. Il est fait chevalier en 1918. En 1925, il épouse Gertrude Williamson de Kirkwall, Orkney .
En 1905, Hamilton est nommé juge principal et Juge en chef du protectorat de l'Afrique de l'Est. Il est nommé président de la Commission de la fonction publique en 1918. Il prend sa retraite de la fonction publique en 1920 .
Hamilton est choisi comme candidat libéral pour la circonscription insulaire des Orcades et des Shetland aux élections générales de 1922. Le siège est un siège libéral sûr, où aux élections précédentes, Sir Malcolm Smith a été réélu sans opposition. Smith se déclare partisan du gouvernement de coalition de Lloyd George et se représente en 1922 en tant que candidat du Parti national libéral. Les deux factions libérales s'affrontent et Hamilton remporte le siège.
Il est réélu aux élections générales un an plus tard, cette fois contre un challenger unioniste. En 1924, il est réélu aux élections générales sans opposition. Aux élections générales de 1929, il est réélu avec une plus grande majorité.
Il est délégué parlementaire en Afrique du Sud en 1924, au Canada en 1928 et en Islande en 1930. De 1930 à 1931, il est membre de la première table ronde formée pour discuter des projets d'indépendance de l'Inde . En 1931, il siège au comité mixte restreint sur l'Afrique de l'Est . Lorsque le Parti libéral se scinde à la fin de 1931, Hamilton suit le groupe dirigé par Sir Herbert Samuel et le Parti libéral officiel, à l'appui du gouvernement national. Il devient sous-secrétaire d'État parlementaire pour les colonies au sein du gouvernement national en septembre 1931, sous la direction du conservateur Philip Cunliffe-Lister. Aux élections générales d'octobre, il est réélu sans opposition. En 1932, il est remplacé comme sous-secrétaire par le conservateur Ivor Windsor-Clive (2e comte de Plymouth). Lorsque le Parti libéral décide de quitter le gouvernement national en 1933, il suit Samuel sur les bancs de l'opposition. Il est nommé whip libéral écossais en 1934. Il perd son siège aux élections générales de 1935, au profit du candidat du Parti conservateur.